# 13th Floor Elevators
13th Floor Elevators byla americká rocková skupina z Austinu v Texasu, členové byli kytarista a zpěvák Roky Erickson, hráč na elektrický jug Tommy Hall a kytarista Stacy Sutherland. Skupina existovala v letech 1965 – 1969. Během své kariéry skupina vydala čtyři LP.

## Diskografie

### Alba
- The Psychedelic Sounds of the 13th Floor Elevators (Listopad 1966)
- Easter Everywhere (Listopad 1967) – #122 na Billboard's Bubbling Under
- Live (Srpen 1968)
- Bull of the Woods (1969)

### Box Sety CD
- The Psychedelic World of the 13th Floor Elevators (2002)
- The Complete Elevators IA Singles Collection
- Sign of the Three Eyed Men (2009)

### Kompilace
- The Very Best of the 13th Floor Elevators Going Up (2004)
- Best of the 13th Floor Elevators: Manicure Your Mind (1997, 1998)
- The 13th Floor Elevators: His Eye is on the Pyramid (1999)